# Zápas na Letních olympijských hrách 1984 – muži, volný styl nad 100 kg
Zápas ve volném stylu ve váhové kategorii nad 100 kg probíhal na Letních olympijských hrách 1984 v Anaheimském Convention Center. O medaile se utkalo celkem 8 zápasníků. 

## Turnajové výsledky
Zápasníci jsou rozděleni do dvou skupin. Je aplikován systém na dvě porážky.
Legenda
- TF — Lopatkové vítězství
- ST — Vítězství na technickou převahu, 12 bodů rozdíl
- PP — Vítězství na body, 1-7 bodů rozdíl, poražený s body
- PO — Vítězství na body, 1-7 bodů rozdíl, poražený bez bodů
- SP — Vítězství na body, 8-11 bodů rozdíl, poražený s body
- SO — Vítězství na body, 8-11 bodů rozdíl, poražený bez bodů
- P0 — Vítězství pro pasivitu, protivník bez bodů
- P1 — Vítězství pro pasivitu, vedoucí 1-7 bodů
- PS — Vítězství pro pasivitu, vedoucí 8-11 bodů
- DC — Vítězství z rozhodnutí, skóre 0-0
- PA — Vítězství pro soupeřovo zranění
- DQ — Vítězství pro soupeřovu diskvalifikaci
- DNA — Nenastoupil
- L — Porážky
- ER — Kolo vyřazení
- CP — Klasifikační body
- TP — Technické body

### Skupiny

#### Skupina A
| L      |                           | CP     | TP     |                         | L      |        |
| Kolo 1 | Kolo 1                    | Kolo 1 | Kolo 1 | Kolo 1                  | Kolo 1 | Kolo 1 |
| ------ | ------------------------- | ------ | ------ | ----------------------- | ------ | ------ |
| 0      | Bruce Baumgartner (USA)   | 4-0 TF | 1:58   | Vasile Andrei (ROU)     | 1      |        |
| 1      | Panayotis Pikilidis (GRE) | 1-3 PP | 6-13   | Ayhan Taşkin (TUR)      | 0      |        |
| Kolo 2 |                           |        |        |                         |        |        |
| 1      | Panayotis Pikilidis (GRE) |        |        | DNA                     |        |        |
| Final  |                           |        |        |                         |        |        |
|        | Bruce Baumgartner (USA)   | 4-0 TF | 1:58   | Vasile Andrei (ROU)     |        |        |
|        | Ayhan Taşkin (TUR)        | 0-4 TF | 2:19   | Bruce Baumgartner (USA) |        |        |
|        | Vasile Andrei (ROU)       | 0-4 TF | 1:21   | Ayhan Taşkin (TUR)      |        |        |

| Zápasník                  | L | ER | CP | Final |
| ------------------------- | - | -- | -- | ----- |
| Bruce Baumgartner (USA)   | 0 | -  | 4  | 8     |
| Ayhan Taşkin (TUR)        | 0 | -  | 3  | 4     |
| Vasile Andrei (ROU)       | 1 | -  | 0  | 0     |
| Panayotis Pikilidis (GRE) | 1 | 1  | 1  |       |

#### Skupina B
| L                          |                       | CP     | TP     |                     | L      |        |
| Kolo 1                     | Kolo 1                | Kolo 1 | Kolo 1 | Kolo 1              | Kolo 1 | Kolo 1 |
| -------------------------- | --------------------- | ------ | ------ | ------------------- | ------ | ------ |
| 0                          | Hassan El-Hadad (EGY) | 3-1 PP | 6-4    | Koiči Išimori (JPN) | 1      |        |
| 1                          | Mamadou Sakho (SEN)   | 0-4 TF | 2:01   | Robert Molle (CAN)  | 0      |        |
| Kolo 2                     |                       |        |        |                     |        |        |
| 0                          | Hassan El-Hadad (EGY) | 3-1 PP | 9-5    | Mamadou Sakho (SEN) | 2      |        |
| 2                          | Koiči Išimori (JPN)   | 0-4 TF | 4:22   | Robert Molle (CAN)  | 0      |        |
| Finále                     |                       |        |        |                     |        |        |
|                            | Hassan El-Hadad (EGY) | 0-4 ST | 1-14   | Robert Molle (CAN)  |        |        |
| Dodatečný zápas o 3. místo |                       |        |        |                     |        |        |
|                            | Koiči Išimori (JPN)   | 0-4 TF | 2:08   | Mamadou Sakho (SEN) |        |        |

| Zápasník              | L | ER | CP | Final |
| --------------------- | - | -- | -- | ----- |
| Robert Molle (CAN)    | 0 | -  | 8  | 4     |
| Hassan El-Hadad (EGY) | 0 | -  | 6  | 0     |
| Mamadou Sakho (SEN)   | 2 | 2  | 1  |       |
| Koiči Išimori (JPN)   | 2 | 2  | 1  |       |

### Finále
|                         | CP               | TP               |                       |                  |
| Zápas o 5. místo        | Zápas o 5. místo | Zápas o 5. místo | Zápas o 5. místo      | Zápas o 5. místo |
| ----------------------- | ---------------- | ---------------- | --------------------- | ---------------- |
| Vasile Andrei (ROU)     | 0-4 PA           |                  | Mamadou Sakho (SEN)   |                  |
| Zápas o 3. místo        |                  |                  |                       |                  |
| Ayhan Taşkin (TUR)      | 4-0 TF           | 1:44             | Hassan El-Hadad (EGY) |                  |
| Finálový zápas          |                  |                  |                       |                  |
| Bruce Baumgartner (USA) | 3.5-.5 SP        | 10-2             | Robert Molle (CAN)    |                  |

## Finálové pořadí
1. Bruce Baumgartner (USA)
2. Robert Molle (CAN)
3. Ayhan Taşkin (TUR)
4. Hassan El-Hadad (EGY)
5. Mamadou Sakho (SEN)
6. Vasile Andrei (ROU)
7. Koiči Išimori (JPN)
8. Panayotis Pikilidis (GRE)